# استیو ریبری
استیو ریبری (انگلیسی: Steeven Ribéry؛ زادهٔ ۷ نوامبر ۱۹۹۵) بازیکن فوتبال اهل فرانسه است.
از باشگاه‌هایی که در آن بازی کرده‌است می‌توان به باشگاه فوتبال بایرن مونیخ ۲ اشاره کرد.